# 브레스트 요새 (영화)
브레스트 요새(Brestskaya krepost, Fortress of War)는 벨라루스에서 제작된 알렉산드르 코트 감독의 2010년 액션, 드라마, 전쟁 영화이다. 알렉세이 코파쇼프 등이 주연으로 출연하였고 루벤 디쉬디쉬안 등이 제작에 참여하였다.

## 출연

### 주연
- 알렉세이 코파쇼프
- 베로니카 니코노바
- 알렉산드르 코르슈노프
- 파벨 데레비앙코
- 안드레이 메르즈리킨
- 미하일 파블릭

### 조연
- 알렉산드르 시린
- 아나톨리 코트
- 야나 예시포비치
- 키릴 볼타예프
- 세르게이 체포프
- 에브지니 츠시가노브
- 드미트리 커리치코브
- 마들렌 드자브라일로바